# 1999 Fin.K.L First Live Concert
1999 Fin.K.L First Live Concert là album trực tiếp của nhóm nhạc nữ Hàn Quốc Fin.K.L. Album này thuật lại buổi hòa nhạc trực tiếp cùng tiên của họ. Album thuật lại concert đầu tiên của nhóm ngày 4 tháng 8 năm 1999, kéo dài 1 tiếng 59 phút 20 giây. Bản thu âm album dài 75 phút 53 giây, gồm hai CD và 17 đĩa đơn phát hành ngày 1 tháng 10 năm 1999.

## Mô tả
Album phát hành ngày 1 tháng 10 năm 1999, cả kỉ thuật số (2 CD) và physical (2 TAPE), trong đó có 17 đĩa đơn, kéo dài 75 phát 53 giây. Mặc dù thu âm trực tiếp từ concert đầu tiên của Fin.K.L ngày 12 tháng 8 năm 1999 nhưng bản thu âm album lại lược bớt một vài phần đơn ca của các thành viên. Chỉ có phần đơn ca của Yuri là được ghi lại và phát hành trong album.

## Phát hành
Album phát hành ngày 1 tháng 10 năm 1999. Sau những thành công của hai album trước Blue Rain (1998) và White (1999) với số lương bán ra khủng, Thì Fin.K.L tiếp tục tổ chức concert đầu tiên của mình vào tháng 8 năm 1999. Đây là điều hiếm có đối với một nhóm nhạc nữ tại Hàn Quốc khi chỉ mới ra mắt hơn 1 năm nhưng đã có một buổi concert riêng cho mình. Trong thời gian này nhóm vừa chuẩn bị cho việc quảng bá cho sự trở lại của nhóm với đĩa đơn "Pride" vào tháng 8 và vừa chuẩn bị cho concert nên việc quảng bá "Waiting For You" và "Oh! Boy" bị giảm bớt, thay vào đó nhóm đã tung ra hai MV ca nhạc cho 2 đĩa đơn này ghi lại quá trình làm việc của họ. Concert được tổ chức tại Sân Vận Động Olympic (Seoul) và đón một lượng lớn khán giả tới tham gia. Để đánh dấu kỉ niệm đáng nhớ này thì họ đã thu âm lại toàn bộ quá trình diễn ra sự kiện và phát hành một VCD ghi lại toàn bộ sự kiện kéo dài 120 phút và một album trực tiếp cùng tên.

## Danh sách phát

### CD1
| 1999 Fin.K.L First Live Concert CD1 | 1999 Fin.K.L First Live Concert CD1               | 1999 Fin.K.L First Live Concert CD1 | 1999 Fin.K.L First Live Concert CD1 | 1999 Fin.K.L First Live Concert CD1 | 1999 Fin.K.L First Live Concert CD1 |
| STT                                 | Nhan đề                                           | Phổ lời                             | Phổ nhạc                            | Trực tiếp                           | Thời lượng                          |
| ----------------------------------- | ------------------------------------------------- | ----------------------------------- | ----------------------------------- | ----------------------------------- | ----------------------------------- |
| 1.                                  | "Opening + Forever Love" (Opening + 영원한 사랑)  | Kim Yoon-Ah                         | Joo Tae-Young                       | Joo Tae-Young                       | 07:12                               |
| 2.                                  | "Waiting For You"                                 | Kim Yoon-Ah                         | Mario Bolden                        | Lee Jong-pil                        | 04:12                               |
| 3.                                  | "Oh! Boy"                                         | Kim Young-ah                        | Kim Seok-chan                       | Jeon Jun-kyu                        | 03:52                               |
| 4.                                  | "Magic Castle" (마법의 성 (Sung Yuri))            | Kim Kwang-jin                       | Kim Kwang-jin                       | Park Young-Jun                      | 04:57                               |
| 5.                                  | "My Prayer" (나의 기도 (Ock Joo-hyun, Lee Hyori)) | Bae Jeong Eun                       | Bae Jeong Eun                       | Bae Jeong Eun                       | 04:56                               |
| 6.                                  | "Ruby" (루비)                                     | Lee Jae-kyung                       | Choi Jun-young                      | Choi Jun-young                      | 04:04                               |
| 7.                                  | "Shadow"                                          | Kim Tae-hee                         | Park Jae-sung                       | Park Jae-sung                       | 03:41                               |
| 8.                                  | "Go" (가)                                         | Kim Young-ah                        | Lee Seung-hee, Park Geun-tae        | Lee Seung-hee                       | 03:52                               |
| Tổng thời lượng:                    | Tổng thời lượng:                                  | Tổng thời lượng:                    | Tổng thời lượng:                    | Tổng thời lượng:                    | 36:46                               |

### CD2
| 1999 Fin.K.L First Live Concert CD2 | 1999 Fin.K.L First Live Concert CD2                   | 1999 Fin.K.L First Live Concert CD2 | 1999 Fin.K.L First Live Concert CD2 | 1999 Fin.K.L First Live Concert CD2 | 1999 Fin.K.L First Live Concert CD2 |
| STT                                 | Nhan đề                                               | Phổ lời                             | Phổ nhạc                            | Trực tiếp                           | Thời lượng                          |
| ----------------------------------- | ----------------------------------------------------- | ----------------------------------- | ----------------------------------- | ----------------------------------- | ----------------------------------- |
| 1.                                  | "Opening Part.2 + Blue Rain" (2부 Opening + 블루레인) | Lee Seung Ho                        | Shin In-soo                         | Jeon Jun-Gyu                        | 05:19                               |
| 2.                                  | "Scent of Love" (사랑의 향기, Fragrance of Love)      | Lee Seung Ho                        | Kim Seok-chan                       | Jeon Jun-Gyu                        | 04:06                               |
| 3.                                  | "Still in Love"                                       | Lee Hyori                           | Mario Bolden                        | Jeon Jun-kyu                        | 03:47                               |
| 4.                                  | "Glass" (유리)                                        | Lee Jin                             | Sung Yuri                           | Sung Yuri, Lee Jong-pil             | 03:45                               |
| 5.                                  | "Fairytale in a drawer" (서랍속의 동화)               | Kim Young-ah                        | Ma Kyung-sik                        | Lee Jong-pil                        | 04:22                               |
| 6.                                  | "Kiss Me? Alright!"                                   | Kim Young-ah                        | Oh Ji-hoon                          | Oh Ji-hoon                          | 03:47                               |
| 7.                                  | "Pride" (자존심)                                      | Kim Young-ah                        | Park Hae-Wun                        | Park Hae-Wun                        | 04:14                               |
| 8.                                  | "The Beginning"                                       | Yoo Yoo-jin                         | Shin In-soo                         | Kim Seung-hyun                      | 05:36                               |
| 9.                                  | "To my boyfriend" (내 남자 친구에게)                  | Kim Young-ah                        | Kim Seok-chan, Jeon Jun-kyu         | Kim Seok-chan, Jeon Jun-kyu         | 04:11                               |
| Tổng thời lượng:                    | Tổng thời lượng:                                      | Tổng thời lượng:                    | Tổng thời lượng:                    | Tổng thời lượng:                    | 39:7                                |

### VCD
Phần VCD được nhóm phát hành cùng ngày với album là "1999 Fin.K.L First Live Concert", kéo dài 120 phút. Gồm 27 video:
01. FIN.K.L's Title
02. 오프닝: Masquerade
03. 영원한 사랑
04. Lời chào
05. Waiting For You
06. Oh! Boy
07. Nhận xét
08. Phần Đơn ca của Lee Jin: Memory+스틱댄스
09. Phần Đơn ca của Sung Yuri: 마법의 성+인도댄스
10. 나의 기도
11. VTR-FIN.K.L's Summer
12. 루비
13. Shadow
14. 가
15. Blue Rain
16. 사랑의 향기
17. Still in Love
18. 유리
19. Phần Đơn ca của Lee Hyori: Killing Me Softly
20. Phần Đơn ca của Ock Joo-hyun: I Have Nothing + Queen Of The Night
21. Gặp gỡ fans
22. 서랍속의 동화
23. Kiss Me? Alright!
24. 자존심
15. The Beginning
26. Bản Encore: 내 남자친구에게 + Forver Love
27. Bài hát đặc biệt: MV Waiting For You với những cảnh trong buổi hòa nhạc

## Nhân viên sản xuất
- Quản lý: Gil Jong-Hwa, Shim Byeong-Chul, Lee Seung-Jun
- Stylish: Yoon Jung Yoon, Ahn Eun-ja, Jung Eunsil, Kim Ji-hyun[15]
- Vũ đạo: 나나스쿨